# Nelson Cabanillas
Nelson Cabanillas (Comas, Lima, 8 de febrero de 2000) es un futbolista peruano. Juega de lateral izquierdo y su equipo actual es Foot Ball Club Melgar de la Liga 1.

## Trayectoria
Cabanillas fue formado en la Academia Chumpitaz, en agosto de 2017 llegó a préstamo a las divisiones menores de Universitario de Deportes. Aquel año jugó el Torneo Centenario Sub-17, torneo en el que Universitario se coronó campeón, siendo una de las figuras del equipo. A inicios de 2018 fue uno de los jugadores que Pedro Troglio quiso promover al primer equipo de Universitario de Deportes, sin embargo, la Federación Peruana de Fútbol no le permitió jugar con el primer equipo debido a una sanción del club merengue que le prohibía contratar o renovar contratos de futbolistas.
Luego de no poder firmar un contrato profesional con Universitario, emigró a Chile para jugar en la reserva de San Luis de Quillota. Luego de buenas actuaciones en el equipo sub-19 de San Luis firmó su primer contrato profesional por tres años.
El 14 de enero de 2019 fue oficializado como nuevo refuerzo de Universitario de Deportes, llegó a préstamo por una temporada. Debutó en la fecha 10 del torneo en la victoria por 4-0 ante Sport Boys, Cabanillas forzó un autogol el cual inició la victoria. Al final de temporada renovó por dos años. A pesar de que Cabanillas sumaba en bolsa de minutos, en 2020 no contó con la continuidad deseada, solo jugó en tres oportunidades. A inicios del año 2021 empezó con mucha confianza del entrenador argentino Ángel Comizzo, quien lo puso como titular en la segunda fecha de la Fase I, frente a la Academia Cantolao. Tuvo un mal desempeño por lo que fue perdiendo espacio en el plantel titular. En la fecha 7 de la Fase I, forzó un autogol de Alberto Rodríguez, para darle el triunfo al elenco merengue. En la temporada 2021, inició como extremo izquierdo; sin embargo, tras la severa lesión de Iván Santillán fue puesto de emergencia de lateral izquierdo por Ángel Comizzo. En el clásico del futbol peruano anotó su primer gol profesional en la fecha 7 de la Fase 2. Tuvo un buen año, ganándose el puesto de titular, siendo reafirmado con la llegada de Gregorio Pérez. Al final de la temporada renovó su vínculo con el club merengue por tres temporadas.
Jugó la Copa Libertadores 2022 frente a Barcelona, sin embargo, su club perdió la llave en la segunda ronda del torneo. En la temporada siguiente, tras la llegada del entrenador Jorge Fossati, Cabanillas comenzó a jugar como carrilero izquierdo. También jugó la Copa Sudamericana 2023, en la cual tuvo una destacada actuación en el partido de fase de grupos contra Gimnasia de La Plata, pero fue expulsado en la misma fase en el partido contra Santa Fe. En la segunda mitad del año, lesiones y la pérdida de un peso óptimo hicieron que José Bolívar tome el puesto de Cabanillas en el once titular durante varias fechas. En noviembre, salió campeón de la Liga 1 al vencer en la final a Alianza Lima, obteniendo su primer título nacional. Para el 2024 alternaría la banda izquierda con el ecuatoriano Segundo Portocarrero; a final de año, Cabanillas sería bicampeón nacional con el plantel crema. Luego de 6 años, el 25 de noviembre se oficializó su salida de Universitario al no renovar contrato con el club merengue. En diciembre, FBC Melgar anunció el fichaje de Cabanillas para la temporada 2025.

## Selección nacional
Ha sido internacional con la selección de fútbol del Perú en la categoría sub-17, con la cual disputó el Campeonato Sudamericano de Fútbol Sub-17 de 2017 realizado en Chile, pudiendo jugar en los cuatro partidos de la primera fase, donde perderían todos los duelos.

### Participación en Campeonatos Sudamericanos
| Torneo                      | Sede  | Resultado      | Partidos | Goles |
| --------------------------- | ----- | -------------- | -------- | ----- |
| Sudamericano Sub-17 de 2017 | Chile | Fase de grupos | 4        | 0     |

## Estadísticas

### Clubes
Actualizado de acuerdo al último partido jugado el 14 de junio de 2025.
| Club | Div.          | Temporada     | Liga  | Liga  | Liga   | Copas nacionales(1) | Copas nacionales(1) | Copas nacionales(1) | Torneos internacionales(2) | Torneos internacionales(2) | Torneos internacionales(2) | Total | Total | Total  |
| Club | Div.          | Temporada     | Part. | Goles | Asist. | Part.               | Goles               | Asist.              | Part.                      | Goles                      | Asist.                     | Part. | Goles | Asist. |
| --- | ------------- | ------------- | ----- | ----- | ------ | ------------------- | ------------------- | ------------------- | -------------------------- | -------------------------- | -------------------------- | ----- | ----- | ------ |
| Universitario de Deportes · Perú                                                                           | 1.ª           | 2019          | 11    | 0     | 0      | 2                   | 0                   | 0                   | —                          | —                          | —                          | 13    | 0     | 0      |
| Universitario de Deportes · Perú                                                                           | 1.ª           | 2020          | 3     | 0     | 0      | —                   | —                   | —                   | 0                          | 0                          | 0                          | 3     | 0     | 0      |
| Universitario de Deportes · Perú                                                                           | 1.ª           | 2021          | 21    | 1     | 2      | 1                   | 0                   | 0                   | 0                          | 0                          | 0                          | 22    | 1     | 2      |
| Universitario de Deportes · Perú                                                                           | 1.ª           | 2022          | 27    | 0     | 4      | —                   | —                   | —                   | 2                          | 0                          | 0                          | 29    | 0     | 4      |
| Universitario de Deportes · Perú                                                                           | 1.ª           | 2023          | 28    | 0     | 4      | —                   | —                   | —                   | 8                          | 0                          | 0                          | 36    | 0     | 4      |
| Universitario de Deportes · Perú                                                                           | 1.ª           | 2024          | 27    | 0     | 2      | —                   | —                   | —                   | 3                          | 0                          | 0                          | 30    | 0     | 2      |
| Universitario de Deportes · Perú                                                                           | Total club    | Total club    | 117   | 1     | 12     | 3                   | 0                   | 0                   | 13                         | 0                          | 0                          | 133   | 1     | 12     |
| F. B. C. Melgar · Perú                                                                                     | 1.ª           | 2025          | 7     | 0     | 1      | —                   | —                   | —                   | 6                          | 0                          | 0                          | 13    | 0     | 1      |
| F. B. C. Melgar · Perú                                                                                     | Total club    | Total club    | 7     | 0     | 1      | 0                   | 0                   | 0                   | 6                          | 0                          | 0                          | 13    | 0     | 1      |
| Total carrera                                                                                              | Total carrera | Total carrera | 124   | 1     | 13     | 3                   | 0                   | 0                   | 19                         | 0                          | 0                          | 146   | 1     | 13     |
| (1)Incluye datos de la Copa Bicentenario. (2)Incluye datos de la Copa Libertadores y la Copa Sudamericana. |               |               |       |       |        |                     |                     |                     |                            |                            |                            |       |       |        |

### Selecciones
| Selección     | Temporada     | Amistosos | Amistosos | Amistosos | Sudamérica | Sudamérica | Sudamérica | Mundial | Mundial | Mundial | Total | Total | Total  |
| Selección     | Temporada     | Part.     | Goles     | Asist.    | Part.      | Goles      | Asist.     | Part.   | Goles   | Asist.  | Part. | Goles | Asist. |
| ------------- | ------------- | --------- | --------- | --------- | ---------- | ---------- | ---------- | ------- | ------- | ------- | ----- | ----- | ------ |
| Sub-17 · Perú | 2017          | —         | —         | —         | 4          | 0          | 0          | —       | —       | —       | 4     | 0     | 0      |
| Sub-17 · Perú | Total         | 0         | 0         | 0         | 4          | 0          | 0          | 0       | 0       | 0       | 4     | 0     | 0      |
| Total carrera | Total carrera | 0         | 0         | 0         | 4          | 0          | 0          | 0       | 0       | 0       | 4     | 0     | 0      |

## Palmarés

### Títulos nacionales
| Título                    | Club                      | País | Año  |
| ------------------------- | ------------------------- | ---- | ---- |
| Torneo Apertura           | Universitario de Deportes | Perú | 2020 |
| Torneo Clausura           | Universitario de Deportes | Perú | 2023 |
| Primera División del Perú | Universitario de Deportes | Perú | 2023 |
| Torneo Apertura           | Universitario de Deportes | Perú | 2024 |
| Torneo Clausura           | Universitario de Deportes | Perú | 2024 |
| Primera División del Perú | Universitario de Deportes | Perú | 2024 |